# Sida dregei
Sida dregei là một loài thực vật có hoa trong họ Cẩm quỳ. Loài này được Burtt Davy miêu tả khoa học đầu tiên năm 1926.